# Stolní tenis na Letních olympijských hrách 1992
Soutěže ve stolním tenise na Letních olympijských hrách 1992 se konaly v Barceloně.

## Přehled medailí
| Pořadí | Země          | Zlato | Stříbro | Bronz | Celkově |
| ------ | ------------- | ----- | ------- | ----- | ------- |
| 1.     | Čína          | 3     | 2       | 1     | 6       |
| 2.     | Švédsko       | 1     | 0       | 0     | 1       |
| 3.     | Francie       | 0     | 1       | 0     | 1       |
| 3.     | Německo       | 0     | 1       | 0     | 1       |
| 5.     | Jižní Korea   | 0     | 0       | 5     | 5       |
| 6.     | Severní Korea | 0     | 0       | 2     | 2       |
| Celkem | Celkem        | 4     | 4       | 8     | 16      |

## Medailisté
| Soutěž       | Zlato                                     | Stříbro                                           | Bronz                                                                                                 |
| ------------ | ----------------------------------------- | ------------------------------------------------- | --- |
| Dvouhra muži | Jan-Ove Waldner · Švédsko (SWE)           | Jean-Philippe Gatien · Francie (FRA)              | Kim Taek-Soo · Jižní Korea (KOR) Ma Wenge · Čína (CHN)                                                |
| Čtyřhra muži | Lü Lin · a Wang Tao · Čína (CHN)          | Steffen Fetzner · a Jörg Rosskopf · Německo (GER) | Kang Hee-Chan · a Lee Chul-Seung · Jižní Korea (KOR) Kim Taek-Soo · a Yoo Nam-Kyu · Jižní Korea (KOR) |
| Dvouhra žen  | Teng Ja-pching · Čína (CHN)               | Qiao Hong · Čína (CHN)                            | Li Bun-Hui · Severní Korea (PRK) Hjon Čong-hwa · Jižní Korea (KOR)                                    |
| Čtyřhra žen  | Teng Ja-pching · a Qiao Hong · Čína (CHN) | Chen Zihe · a Gao Jun · Čína (CHN)                | Li Bun-Hui · a Yu Sun-Bok · Severní Korea (PRK) Hjon Čong-hwa · and Hong Cha-Ok · Jižní Korea (KOR)   |